# HIDEKI SONG BOOK
『HIDEKI SONG BOOK』（ヒデキ・ソング・ブック）は、西城秀樹の5枚目のカバー・アルバム。1981年3月5日にRCAから発売された。

## 内容
当時のヒット曲「眠れぬ夜」を含む、他のアーティストの作品を西城秀樹がカバーして収録したアルバムである。

## 収録曲

### SIDE A
1. 眠れぬ夜
作詞・作曲：小田和正　編曲：船山基紀
  - 前年12月16日にシングルとしてリリースされたオフコースのカヴァー
2. それぞれの秋
作詞・作曲：谷村新司　編曲：前田憲男
  - アリスのカヴァー
3. 君と歩いた青春
作詞・作曲：伊勢正三　編曲：前田憲男
  - 伊勢正三のカヴァー
4. 酒と泪と男と女
作詞・作曲：河島英五　編曲：前田憲男
  - 河島英五のカヴァー
5. 哀愁トゥナイト
作詞: 松本隆　作曲: 筒美京平　編曲: 前田憲男
  - 桑名正博のカヴァー

### SIDE B
1. 青春の影
作詞・作曲: 財津和夫　編曲: 前田憲男
  - チューリップのカヴァー
2. 愛を止めないで
作詞・作曲: 小田和正　編曲: 前田憲男
  - オフコースのカヴァー
3. 題名のない愛の唄
作詞：北山修  作曲：杉田二郎　編曲: 前田憲男
  - 杉田二郎のカヴァー
  - 2019年8月7日に発売された北山修のCD「良い加減に生きる」きたやまおさむ自選集 に収録
4. 抱きしめて（ABRAZAME）
作詞：JULIO IGLESIAS　作曲：REFAEL FERRO　編曲: 前田憲男　訳詞：杉山政美
  - フリオ・イグレシアスのカヴァー
5. おやすみ
作詞・作曲: 井上陽水　編曲: 前田憲男
  - 井上陽水のカヴァー